# Замок Цувано
За́мок Цува́но (яп. 津和野城, つわのじょう, МФА: [t͡suwano d͡ʑoː]) — гірський замок 13 — 19 століття в Японії. Розташовувався на вершині Рейкі, висотою 367 м, на західному березі річки Цувано, в містечку Цувано префектури Сімане. Збудований 1295 року самураєм Йосімі Йоріюкі, володарем західної частини провінції Івамі. Протягом 13 поколінь був резиденцією роду Йосімі, васала могутніх сусідів Оуті та Морі. 1600 року, після битви при Секіґахарі, перейшов до полководця Сакадзакі Наоморі, який втричі збільшив територію замку. 1616 року, у зв'язку зі смертю Сакасакі, став власністю роду Камей. Протягом 1617 — 1869 року був столицею автономного уділу Цувано. Складався з трьох дворів. У підніжжя замку розташовувалися будівлі адміністрації уділу. Головна башта згоріла у 18 столітті. Ліквідований 1871 року, після реставрації Мейдзі. Збереглися двори, стіни і рови замку. Національна пам'ятка історії Японії.